# Natália Falavigna
Natália Falavigna Silva (Maringá, 9 de maio de 1984) é uma taekwondista brasileira. Ela conquistou medalha de bronze nas Olimpíadas de Pequim 2008, além de ser Campeã Mundial em 2005 e Campeã Mundial Jr em 2000.

## Carreira
Nascida em Maringá e criada em Londrina, aos quatro anos, ao testemunhar Aurélio Miguel conquistar o ouro nas Olimpíadas de Seul, Natália Falavigna já sabia: queria ser uma campeã também, embora ainda não tivesse decidido em qual modalidade. Experimentou o handebol, mas a falta de progresso nos treinos a levou a trocar para o taekwondo. Em 1998, ao ser convidada para treinos, seu potencial foi rapidamente reconhecido pelo técnico da academia, que fez uma ousada promessa: se ela se dedicasse, seria campeã mundial em dois anos. E assim se concretizou. Natália descobriu o taekwondo aos 14 anos, dando início a uma trajetória que a consagraria na história desse esporte.

### Júnior
Começou a praticar o esporte na Academia Pequeno Tigre em Londrina. Em 2000, viajou para a sua primeira competição internacional: o Campeonato Mundial de Taekwondo Junior, em Killarney, na Irlanda. Sagrou-se campeã e conquistou para o Brasil a primeira medalha de ouro em campeonatos mundiais. Assim, foi eleita pela Confederação Brasileira de Taekwondo a melhor atleta naquele ano. Em 2003, apesar de uma depressão fazê-la cogitar a trocar o taekwondo por tênis, foi para a Universíada em Daegu, Coreia do Sul, e levou a medalha de prata.

### Profissional

#### Olimpíada de Atenas
Mesmo tendo fraturado um osso do pé a cinco dias da competição de taekwondo nos Jogos Olímpicos de Verão de 2004 em Atenas, Falavigna quase foi para o pódio, vencendo a australiana Tina Morgan na primeira rodada, e nas quartas-de-final, a belga Laurence Rase. Na semifinal, entretanto, foi derrotada pela chinesa Chen Zhong, que se tornaria a campeã olímpica. Na repescagem, derrotou a italiana Daniela Castrignano e pode disputar ainda a medalha de bronze. Foi derrotada pela venezuelana Adriana Carmona por 9 pontos a 4.

#### Ouro e bronze no Mundial
Em abril de 2005, venceu o Campeonato Mundial de Taekwondo em Madrid, na Espanha. No final da temporada foi eleita pelo Comitê Olímpico Brasileiro a melhor atleta brasileira do ano no Prêmio Brasil Olímpico. Em 2007, voltou ao pódio no mundial de Pequim, conquistando o bronze após perder a semifinal para a mexicana Rosario Espinoza. Espinoza também a derrotaria na final dos Jogos Pan-Americanos de 2007 no Rio de Janeiro.

#### Bronze em Pequim
Nos Jogos Olímpicos de Pequim 2008, após empatar em 2 a 2 na semifinal contra a norueguesa Nina Solheim, e depois de novo empate no Golden Score (Ponto de Ouro), os árbitros decidiram em favor da norueguesa. Na disputa pelo bronze, Natália derrotou a sueca Karolina Kedzierska por de 5 a 2.

#### Anos pós-Pequim
Em 2009, Falavigna, estudante de pós-graduação e representante da universidade londrinense Unopar, passou a ser treinada por Walassi Aires. Obteve mais um título internacional inédito para o Brasil: medalha de ouro na Universíada de Belgrado 2009. Chegou a liderar o ranking da sua categoria.
Em 19 de maio de 2011, é contratada pelo Fluminense até os Jogos Olímpicos de Londres 2012. Em sua terceira participação na Olimpíada, Falavigna perdeu logo na primeira luta para a sul-coreana In Jong Lee, fraturando o tornozelo direito.
No dia 02 de Junho de 2013, conquistou o ouro no Aberto da Áustria de Taekwondo, em Innsbruck. Ela venceu na decisão da categoria até 73 kg a venezuelana Carolina Fernandez. Uma lesão no joelho acabou por impedí-la de ir ao Mundial de 2013 no México. Falavigna só voltou a competir internacionalmente nos Jogos Sul-Americanos de 2014 no Chile, onde conquistou a prata, perdendo apenas a final para a colombiana Sandra Vanegas.
Sofrendo com lesões, em 2015 Falavigna anunciou que não buscaria vaga nos Jogos Olímpicos do Rio 2016, assumindo um cargo no grupo técnico da Confederação Brasileira de Taekwondo (CBTKD) para treinar a equipe olímpica. Foi também comentarista do taekwondo pelo SporTV nos Jogos. Porém alegou que não se aposentaria, cogitando até buscar vaga em Tóquio 2020 "se meu corpo responder bem".
Após anunciar sua aposentadoria em 2017, se juntou à Confederação Brasileira de Taekwondo como coordenadora técnica e abriu uma academia em Londrina, visando expandir o esporte. Em 2021 ela foi convidada pela Secretaria Especial do Esporte, do Ministério da Cidadania, para fazer parte dos JEBs (Jogos Escolares Brasileiros).

## Resultados
| Posição                | Campeonato                             | Local (Ano)               |
| ---------------------- | -------------------------------------- | ------------------------- |
| 1°                     | Campeonato Mundial Jr.                 | 2000                      |
| 1°                     | Campeonato Brasileiro                  | Brasil 2001               |
| 3°                     | Campeonato Mundial                     | 2001                      |
| 1° (bicampeã)          | Campeonato Brasileiro                  | Brasil 2002               |
| 2°                     | Campeonato Mundial Universitário       | 2002                      |
| 1°                     | Jogos Sul-americanos                   | 2002                      |
| 1° (tri-campeã)        | Campeonato Brasileiro                  | Brasil 2003               |
| 2° - Medalha de prata  | Universíadas                           | Daegu, Coreia do Sul 2003 |
| 1° (tetra-campeã)      | Campeonato Brasileiro                  | Brasil 2004               |
| 4°                     | Jogos Olímpicos de Verão               | Atenas, Grécia 2004       |
| 1° (pentacampeã)       | Campeonato Brasileiro                  | Brasil 2005               |
| 1°                     | Campeonato Mundial                     | 2005                      |
| 3°                     | Campeonato Mundial                     | Pequim, China 2007        |
| 2° - Medalha de prata  | Jogos Pan-americanos do Rio de Janeiro | Rio de Janeiro 2007       |
| 3° - Medalha de bronze | Jogos Olímpicos de Verão               | Pequim, China 2008        |
| 1° - Medalha de ouro   | Universíadas                           | Belgrado, Sérvia 2009     |
| 1° - Medalha de ouro   | Aberto da Áustria de Taekwondo         | Innsbruck, Áustria 2013   |